# Zdeněk Skružný
Zdeněk Skružný (* 13. ledna 1968 Kojetín) je český florbalový trenér, šestinásobný držitel českého florbalového ocenění Trenér roku a autor odborných knih s florbalovou tematikou. Jako hlavní trenér české florbalové reprezentace v letech 1998 až 2008 je vicemistr světa z roku 2004. Jako trenér týmu Tatran Střešovice je se sedmi mistrovskými tituly z let 1998 až 2006 nejúspěšnějším českým florbalovým trenérem.

## Klubová kariéra
Skružný se k florbalu dostal v roce 1993, kdy ho začal hrál s dětmi na základní škole, kde učil.
Od sezóny 1997/1998 začal trénoval Tatran Střešovice v nejvyšší české soutěži. Po šesti sezónách a zisku pěti mistrovských titulů odešel po sezóně 2002/2003 do dalšího pražského klubu TJ JM Chodov.
Na Chodově vydržel jen do konce roku 2004. Následně dělal asistenta Zdeňku Chybovi, svému budoucímu tchánovi a trenérovi týmu žen FBC Liberec, kterému pomohl k zisku pátého titulu. V týmu v té době hrála i jeho budoucí manželka Petra Chybová. V roce 2005 se v průběhu play-off vrátil do Tatranu, který v končící i následující sezóně dovedl k dalším dvěma titulům. Po té skončil v roli trenéra (ve které ho nahradil Petr Ďarmek), ale v Tatranu zůstal v pozici konzultanta.
Na sezónu 2006/2007 přijal angažmá ve finském druholigovém klubu Loviisan Tor. Na konci roku 2008 přešel ke klubu FBC Liberec, nejprve v pozici asistenta trenéra, a od sezóny 2010/2011 už jako hlavní trenér. V Liberci trénoval i ženský tým a hrál za něj v 1. lize veteránů. V klubu skončil po sezóně 2011/2012.
V ročníku 2014/2015 působil v roli šéftrenéra v prvoligovém klubu FBC Start98. Po sezóně se jako konzultant vrátil do FBC Liberec, který ve skončeném ročníku sestoupil do 1. ligy. Záhy se stal znovu trenérem, ze začátku ve dvojici s Janem Králem, a dovedl tým hned v následující sezóně k návratu do Superligy. V roce 2017 se vedle trenérské pozice stal i generálním manažerem klubu. V sezóně 2021/2022 se po 11 letech s týmem probojoval do čtvrtfinále.
Po dalším roce v Liberci skončil. Po letech se na krátkou část sezóny 2023/2024 vrátil do týmu Tatran Střešovice jako asistent trenéra Milana Fridricha.

## Reprezentační kariéra
Skružný se stal trenérem mužské reprezentace v roce 1999. Jeho asistenty byli postupně David Zlatník, Švýcar Sascha Brendler, a Fin Passi Tilander. Český tým vedl na pěti mistrovstvích mezi lety 2000 a 2008. Na Mistrovství v roce 2002 porazili Češi pod jeho vedením poprvé v historii Finsko. Na následujícím Mistrovství světa 2004 získal první vicemistrovský titul české reprezentace v historii. V pozici trenéra reprezentace zvítězil v prvních šesti ročnících vyhlašování titulu Trenér roku (resp. sezóny) mezi lety 2001 a 2007.
Asistoval i u reprezentace žen.
K mužské reprezentaci se vrátil nejprve jako asistent hlavního trenéra Radima Cepka na Akademickém mistrovství světa v roce 2012, na kterém získali první českou zlatou medaili. Následně s Cepkem po neúspěšném mistrovství v roce 2012 převzal mužský národní tým. V této roli byl u prvního českého vítězství nad švédskou reprezentací a prvního celkového vítězství na turnaji Euro Floorball Tour v dubnu 2014 a zisku bronzové medaile na následujícím mistrovství světa. U národního týmu skončil v roce 2016. V následujícím roce se dočasně vrátil k vedení reprezentace v době hledání nového hlavního trenéra. Celkově je nejdéle sloužícím českým reprezentačním trenérem v historii.
| Umístění | Soutěž                                                |
| -------- | ----------------------------------------------------- |
| 6.       | Mistrovství světa ve florbale 2000 (hlavní trenér)    |
| 4.       | Mistrovství světa ve florbale 2002 (hlavní trenér)    |
|          | Mistrovství světa ve florbale 2004 (hlavní trenér)    |
| 4.       | Mistrovství světa ve florbale 2006 (hlavní trenér)    |
| 4.       | Mistrovství světa ve florbale 2008 (hlavní trenér)    |
|          | Mistrovství světa ve florbale 2014 (asistent trenéra) |

## Osobní život a další činnosti
Hrával také hokej a trénoval hokejovou mládež. Několik let pracoval jako učitel. Poté se věnoval práci pro Český florbal. Je autorem knihy Florbal, technika, trénink, pravidla hry, vydané v roce 2005 nakladatelstvím Grada a dalších knih s florbalovou tematikou.
Jeho manželkou je bývalá kapitánka české florbalové reprezentace Petra Chybová.
V akademickém roce 2010/2011 v letním semestru vedl hodiny florbalu na Technické univerzitě v Liberci (v roce 2006 uvedený jako konzultant u bakalářské práce TUL). Tyto hodiny vedl pro studenty pedagogických oborů. V roce 2013 vyučoval na Katedře tělesné výchovy a sportu TUL předmět Pohybové a sportovní hry.
V roce 2018 neúspěšně kandidoval v komunálních volbách do zastupitelstva Liberce za hnutí Unie pro sport a zdraví.
Působí i jako florbalový expert v České televizi.

## Dílo
- SKRUŽNÝ, Zdeněk. Florbal, technika, trénink, pravidla hry. Praha: Grada, 2005. ISBN 80-247-0383-1.
- KYSEL, Jiří; SKRUŽNÝ, Zdeněk. Herní kombinace : příklady tréninkových jednotek. 1. vyd. Praha: Česká florbalová unie, 2009. 72 s.
- SKRUŽNÝ, Zdeněk. Herní systémy : základy hry v útoku i obraně. 1. vyd. Praha: Česká florbalová unie, 2010. 43 s. ISBN 978-80-270-6180-8.
- RJABCOVÁ, Helena; SKRUŽNÝ, Zdeněk. Rekreační pohybové a sportovní hry : inovace výuky tělesné výchovy a sportu na fakultách TUL v rámci konceptu aktivního životního stylu. 1. vyd. Liberec: TUL, 2014. 110 s. ISBN 978-80-7494-121-4.